# Helena (rivier)
De Helena is een zijrivier van de Swan in West-Australië.

## Geschiedenis
De rivier Helena werd voor het eerst door Europeanen waargenomen in 1829 toen James Stirling's expeditie, tijdens de verkenning van de Swan, de monding van de rivier ontdekte. De rivier werd door 'ensign' Robert Dale verkend in oktober en december 1829. Men gaat ervan uit dat de rivier door James Stirling is vernoemd naar Helena Barbara Dance, de vrouw van de kapitein van de Sulphur, William Dance.

## Geografie
De Helena ontspringt onder Pony Hill en stroomt in westelijke richting, door de Darling Scarp, tot aan de Mundaring Weir. Mundaring Weir is een stuwdam die in de rivier gebouwd werd als onderdeel van het "Goldfields Water Supply Scheme". De stuwdam creëert er het Helena River Reservoir, ook wel het C.Y. O'Connor-meer genoemd. De Helena stroomt vervolgens verder in westelijke richting tot ze nabij Guildford uitmondt in de Swan.
Een tiental waterlopen voedt de Helena:
- Wundabiniring Brook (250m)
- Wariin Brook (178m)
- Hancock Brook (169m)
- Helena Brook (165m)
- Chinaman Gully (149m)
- Manns Gully (136m)
- Hay Creek (136m)
- Darkin River (134m)
- Bourkes Gully (110m)
- Piesse Gully (45m)

### Stuwmeren
De rivier is op twee plaatsen bedamd en stroomt daar door een stuwmeer. De oudste stuwdam is de Mundaring Weir. Met de bouw ervan startte men op het einde van de 19e eeuw en in 1903 werd ze voltooid. Het door de dam gevormde stuwmeer heette eerst Helena River Reservoir maar werd later Lake C.Y. O'Connor genoemd. De jongste stuwdam werd in de jaren 1970 gebouwd. Ze heet Lower Helena Pipehead Dam en ligt stroomafwaarts van Mundaring Weir. Ze dient het overstromen van de Helena-vallei tegen te gaan. Het water dat door de Pipehead Dam wordt verzameld, wordt naar het C.Y. O'Conner-meer gepompt. De laatste keer dat de Helena-vallei overstroomde was in 1996.

### Bruggen
Voor de bouw van de Lower Helena Pipehead Dam werd de Helena-vallei in de 20e eeuw regelmatig overstroomd en waren er sterke bruggen nodig om de gezwollen en buiten haar oevers getreden rivier over te steken. De belangrijkste in die tijd gebouwde bruggen zijn deze in:
- Mundaring (1965): lengte 48,76 m, breedte 9,12 m
- Helena Valley - Scott Street (1933): lengte 44 m, breedte 10,77 m
- Helena Valley - Roe Highway (1985): lengte 54 m, breedte 17,64 m
- Midland (1952): lengte 55,92 m, breedte 8,7 m
- Woodbridge (1969): lengte 73,4 m, breedte 11,6 m
- East Guildford (1964): lengte 70,12 m, breedte 10,54 m
- Guildford (1935): lengte 92,95 m, breedte 11,8 m

### Omgeving
De bovenloop van de Helena stroomt door staatsbossen en beschermde gebieden. Dit heeft een positieve invloed gehad op het stroomgebiedgebied daar deze beschermd werden als buffer tussen de verstedelijkte gebieden rond Mundaring en Kalamunda. De diversiteit aan flora in het stroomgebied staat bekend om zijn ecologisch belang.
Alvorens de rivier door de kustvlakte snijdt ligt er, ter hoogte van Darlington en het plaatsje Helena Valley, woon- en landbouwgebied op haar oevers. Eens op de kustvlakte stroomt de riviervlakte langs de historisch vervuilende industriële sites van Bellevue en Midland. Onder meer de spoorwegateliers en veemarkt van Midland zijn daar te vinden.